# Società Ferrovie Udine-Cividale
La Società Ferrovie Udine-Cividale (FUC) è una impresa ferroviaria italiana che opera nel campo del trasporto pubblico locale e in quello merci. L'impresa è una società a responsabilità limitata di proprietà della regione Friuli-Venezia Giulia ed opera come impresa ferroviaria passeggeri e merci sulla ferrovia Udine–Cividale. Sulla base del certificato di sicurezza 10/2008, rilasciato dall'Agenzia Nazionale per la Sicurezza delle Ferrovie (ANSF), FUC può anche effettuare il trasporto di merci su diverse linee ferroviarie statali italiane del nord-est.

## Storia
La società subentrò a Sistemi Territoriali nell'esercizio della linea Udine–Cividale il 1º gennaio 2005. Ottenne contestualmente il materiale rotabile del deposito di Udine, frutto delle acquisizioni delle società che si sono succedute nell'esercizio della breve linea ferroviaria friuliana, come la Società Veneta, le controllate da quest'ultima e le Gestioni commissariali governative della Ferrovia Udine Cividale e delle Ferrovie Venete.
Il 9 luglio 2007 ottenne il primo certificato dall'ANSF per poter operare su alcune linee di competenza della Rete Ferroviaria Italiana (RFI). Nel 2008, iniziarono i primi servizi merci su alcune linee del Friuli-Venezia Giulia, utilizzando locomotive noleggiate da Trenitalia. L'anno seguente fu riaperto lo scalo merci sociale di Bottenicco, sulla Udine–Cividale.
Allo scopo di rendersi autonoma nell'espletamento dei treni merci, nel biennio 2010-11 la FUC operò diversi acquisti, come due locomotive Siemens ES 64 U4, classificate come E.190 e numerate come 301 e 302, due locomotive diesel tipo D.753, di provenienza NordCargo e Orione, e trentacinque carri merce.
A partire dal 10 giugno 2012, assieme alle Österreichische Bundesbahnen (ÖBB), espleta il servizio denominato "Miglioramento dei collegamenti transfrontalieri di trasporto pubblico" (Micotra) che collega la stazione di Udine a quella di Villaco Centrale. In particolare la società fornisce le E.190 utilizzate per trainare le carrozze passeggeri della ÖBB.
Svolgeva il ruolo di gestore dell'infrastruttura sulla Ferrovia Udine-Cividale fino al luglio 2025, quando le è subentrata RFI.

## Servizi svolti
La società espleta i seguenti servizi passeggeri:
- regionali Udine-Cividale;
- regionali Trieste-Udine nei giorni festivi e di sabato, in coincidenza a Udine con i regionali per Villach;
- regionali Udine-Villaco nell'ambito del Micotra, in collaborazione con ÖBB.

Il traffico merci è svolto sulla linea sociale in collaborazione con l'impresa ferroviaria InRail.

## Parco rotabili

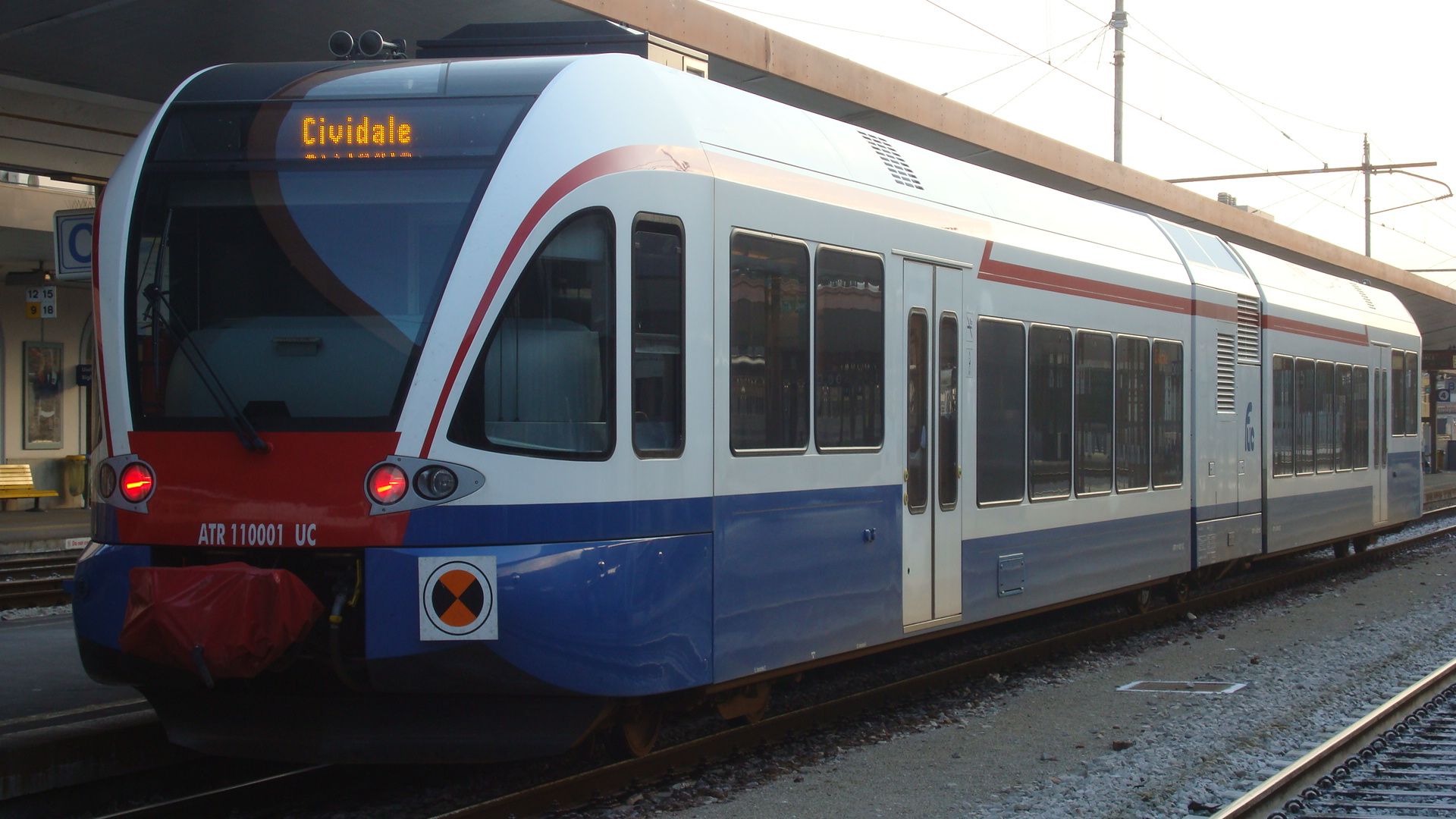
L'ATR 110.001 a Udine

La FUC ha rilevato dalle precedenti società esercenti la Udine–Cividale il seguente materiale rotabile:
- tre automotrici ADn 800, costruite dalle Officine Meccaniche della Stanga per conto della Società Veneta, delle quali una è stata monumentata presso la Stazione di Resiutta;
- tre ALn 663, di costruzione Fiat Ferroviaria e appartenenti originariamente al gruppo SV ADn 900;
- due rimorchiate semipilota Bp 372-373;
- una SV DE.424;
- una SV Ld.405.

Per il servizio passeggeri sulla Udine–Cividale, la FUC ha acquistato nel 2006 due GTW 2/6, classificati come ATR 110.
Nel 2011 sono entrate in servizio due locomotive quadritensione Siemens tipo ES64 U4, immatricolate nella serie E.190.301-302, e sono state acquistate due locomotive diesel tipo D.753.
Per il servizio cargo, FUC dispone cinquantadue veicoli merci di proprietà
| Numero disponibilità | Tipologia            | Caratteristiche   | Rete           | Portata  |
| 32                   | Carri da 60’ Sgnss   | 4 assi – 19,74 m. | internazionale | 70 ton.  |
| 20                   | Carri da 90’ Sggmrss | 6 assi – 29,60 m. | internazionale | 106 ton. |